# Gera (miara)
Gera – jednostka miary używana w starożytności, odpowiada masie około 0,6 grama. 10 ger stanowi 1 bekę.
O gerze wspomina Biblia: Sykl ma mieć dwadzieścia gera; (...) a wasza mina ma wynosić pięćdziesiąt sykli (Biblia warszawska).